# Atherix ibis
Atherix ibis es una especie de mosca del género Atherix, de la familia Athericidae, orden Diptera.

## Distribución
Se distribuye desde Europa hasta Japón.

## Taxonomía
Fue descrita por Fabricius en 1798 y publicada en Fabricius, J.C. 1798. Supplementum entomologiae systematicae. [4] + 572 pp. C. G. Proft et Storch, Hafniae.